# Haplopteris linearifolia
Haplopteris linearifolia là một loài dương xỉ trong họ Pteridaceae. Loài này được Ching X.C.Zhang mô tả khoa học đầu tiên năm 2003.